# Amomum calcicolum
Amomum calcicolum là một loài thực vật có hoa trong họ Gừng. Loài này được Vichith Lamxay và Mark Fleming Newman mô tả khoa học đầu tiên năm 2012.

## Phân bố
Loài này có trong các rừng thường xanh vùng đất thấp và miền núi trên đá vôi, trong bóng râm, ở cao độ 285–1.307 m tại Lào.

## Mô tả
Cây thân thảo tạo thành cụm, cao khoảng 1,2 m, 3–5 thân giả trên mỗi cụm; thân rễ đường kính khoảng 0,5–1,2 cm, màu trắng rồi nâu ánh đỏ; không rễ cọc; khoảng cách giữa các thân giả dài khoảng 5 cm; vảy hình trứng, dài 0,5–2 cm, màu ánh đỏ rồi sau đó nâu sẫm, như da, có sọc, bề mặt ngoài có lông măng, thô nhám, đỉnh nhọn, mép có lông rung. Thân giả với khoảng 12 lá trên mỗi thân giả, nhỏ dần về phía đỉnh, hơi phình ra ở gốc, đường kính 1–1,5 cm, màu đỏ rồi xanh khi già, nhẵn nhụi, mặt ngoài có sọc, thô nhám, mặt trong nhẵn, bóng; lưỡi bẹ hình trứng, 0,3–0,5 cm, màu xanh lục nhạt sau đó đậm hơn, nhẵn nhụi, như da, đỉnh cụt; cuống lá hình rãnh, dài 2–4 cm, màu xanh lục, có sọc, nhẵn nhụi; phiến thuôn, hơi uốn nếp, 37–50 x 5–6 cm, mặt trên nhẵn nhụi, màu lục sẫm, mặt dưới có lông măng với lông trắng bóng, mượt, gốc thu gọn dần, đỉnh hình đuôi dài, mép nguyên, gân chính nổi rõ phía dưới, gân phụ chìm.
Cụm hoa phát sinh từ gốc, khoảng 2 cụm hoa trên mỗi thân giả; phần mang hoa hình trứng rộng đến hình cầu, 3 x 4 cm, một vài hoa nở cùng lúc; cuống 2–5 x 0,5–0,6 cm, màu nâu ánh trắng, có sọc, nhẵn nhụi; vảy rộng, hình trứng, kích thước 0,5–1,5 x 1,5–2,2 cm, màu đỏ rồi sau đó xanh lục ánh đỏ sẫm, cứng và như da dày, có sọc, nhẵn nhụi, bóng, đỉnh nhọn, mép có lông rung; lá bắc hình thuyền đến hình mác, 2,5–3 x 0,3–0,5 cm, màu nâu nhạt, rất mỏng, như giấy, có sọc, sớm thối rữa, đối diện với một hoa, nhẵn nhụi, chóp hình đuôi đến nhọn; lá bắc con hình ống, 1–1,2 x 0,3 cm, màu nâu nhạt, có màng, rất mỏng, mặt ngoài thô ráp với các lông ngắn, ống lá bắc con dài 0,5–0,6 cm, đỉnh cụt, 1 răng.
Đài hoa hình ống, 3 răng, 1,8–2,2 x 0,3 cm, màu ánh hồng đến nâu nhạt, rất mỏng và có màng, mặt ngoài thô ráp với các lông ngắn, mặt trong nhẵn nhụi; ống đài hoa dài 1,2–1,4 cm; răng dài 0,4–0,7 cm. Tràng hoa dài 4–4,6 cm, màu trắng, ống tràng dài 2–2,3 cm, như da, nhẵn nhụi, mặt trong nhiều lông ở trên; các thùy bên của tràng hoa 2–2,3 x 0,7–0,8 cm, có màng, nhẵn nhụi, đỉnh dạng nắp, mép có lông rung; thùy trung tâm 2–2,3 x 1–1,2 cm, có màng, đỉnh có nắp nhẵn nhụi với cựa màu hồng, dày và nhọn; cánh giữa môi dưới có vuốt, 2–2,3 x 2,2–2,5 cm, màu trắng với các gân trong suốt tỏa ra từ sọc trung tâm màu vàng đến mép và các chấm nhỏ màu đỏ ở gốc, bề mặt gần trục có lông măng ở phần gốc và phần trung tâm, đỉnh thuôn tròn, mép có màng; nhị lép bên hình tam giác, dài 0,2 cm, màu trắng với các chấm đỏ ở gốc. Chỉ nhị dẹt, dài 0,4 cm, màu trắng, nhẵn nhụi; bao phấn thuôn dài, 0,8 x 0,4 cm, màu trắng, nhẵn nhụi; mào bao phấn thuôn tròn, dài 0,3 cm, có màng, màu trắng, nhẵn nhụi. Đầu nhụy thuôn tròn, đỉnh có lông rung; vòi nhụy nhẵn nhụi; các tuyến trên bầu thuôn dài, dài 0,6 cm, nhẵn nhụi; bầu nhụy hình cầu, đường kính 0,35–0,5 cm, có 9–11 rãnh mờ nhạt, có lông; noãn hình cầu, khoảng 5–10 mỗi ngăn. Cuống cụm quả 3–5 x 0,3–0,5 cm, màu nâu, nhẵn nhụi; phần quả 5 x 4–5 cm, khoảng 15–20 quả mỗi cụm; quả hình cầu, đường kính 0,5–0,7 cm, 9–11 cánh, rộng khoảng 0,2–0,3 cm, lồi lên và có rãnh, có lông, quả non màu xanh lục. Hạt hình cầu, đường kính 0,3 cm, khoảng 5-10 hạt mỗi ngăn.